# Municipio de Lynn (condado de Day)
El municipio de Lynn (en inglés: Lynn Township) es un municipio ubicado en el condado de Day en el estado estadounidense de Dakota del Sur. En el año 2010 tenía una población de 41 habitantes y una densidad poblacional de 0,44 personas por km².

## Geografía
El municipio de Lynn se encuentra ubicado en las coordenadas 45°27′7″N 97°40′15″O / 45.45194, -97.67083. Según la Oficina del Censo de los Estados Unidos, el municipio tiene una superficie total de 93.05 km², de la cual 91,4 km² corresponden a tierra firme y (1,77 %) 1,65 km² es agua.

## Demografía
Según el censo de 2010, había 41 personas residiendo en el municipio de Lynn. La densidad de población era de 0,44 hab./km². De los 41 habitantes, el municipio de Lynn estaba compuesto por el 100 % blancos. Del total de la población el 0 % eran hispanos o latinos de cualquier raza.